# Люй Цзуань
Люй Цзуань (кит. трад.: 呂纂; піньїнь: Lü Zuan; помер 401) — третій імператор Пізньої Лян періоду Шістнадцяти держав.

## Життєпис
Був старшим сином Люй Ґуана. Прийшов до влади, підбуривши повстання проти свого брата Люй Шао. Його правління було нетривалим. 401 року його вбив Люй Чао, посадивши на престол свого брата, племінника Люй Ґуана, Люй Луна.

## Девіз правління
- Сяньнін (咸寧) 400–401